# Shay Ben David
Shay Ben David (in ebraico שי בן דוד‎?; Tel Aviv, 19 luglio 1997) è un calciatore israeliano, difensore dell'Ironi K. Shmona.

## Carriera

### Club
Ha giocato nel campionato israeliano di massima serie, la Ligat ha'Al, con il Maccabi Haifa ed l'Hapoel Ashkelon.

### Nazionale
Ha debuttato con la maglia della nazionale Under-21 durante le qualificazioni al campionato europeo di categoria nel 2017.